# جبل غوين
جبل غوين (بالإنجليزية: Gwen Mons)‏ هو أحد جبال كوكب الزهرة.

## الإحداثيات
21°24′S 238°42′E / 21.4°S 238.7°E

يقع في 21.4 درجة على العرض الجغرافي جنوباً وفي 238.7 درجة على الطول الجغرافي شرقاً.

## الأبعاد
القطر أو أطول بعد للتضاريس بالكيلومترات هو 200.0.

## حالة إعتماد الاسم
تم اعتماده من الجمعية العامة للاتحاد الفلكي الدولي (IAU).

## أصل التسمية
على اسم غوين، إلهة السعادة والابتسامات في الأساطير الإيرلندية.